# 1982-es cannes-i filmfesztivál
A 35. Cannes-i Nemzetközi Filmfesztivál 1982. május 14. és 26. között került megrendezésre, Giorgio Strehler világhírű olasz színházi rendező elnökletével. A hivatalos válogatás versenyében 22 nagyjátékfilm és 8 rövidfilm vett részt, versenyen kívül ugyancsak 8, míg az Un Certain Regard szekcióban 16 alkotást vetítettek. A párhuzamos rendezvények Kritikusok Hete szekciójában 7 filmet mutattak be, a Rendezők Kéthete elnevezésű szekció keretében pedig 20 nagyjátékfilm és 6 kisfilm vetítésére került sor.

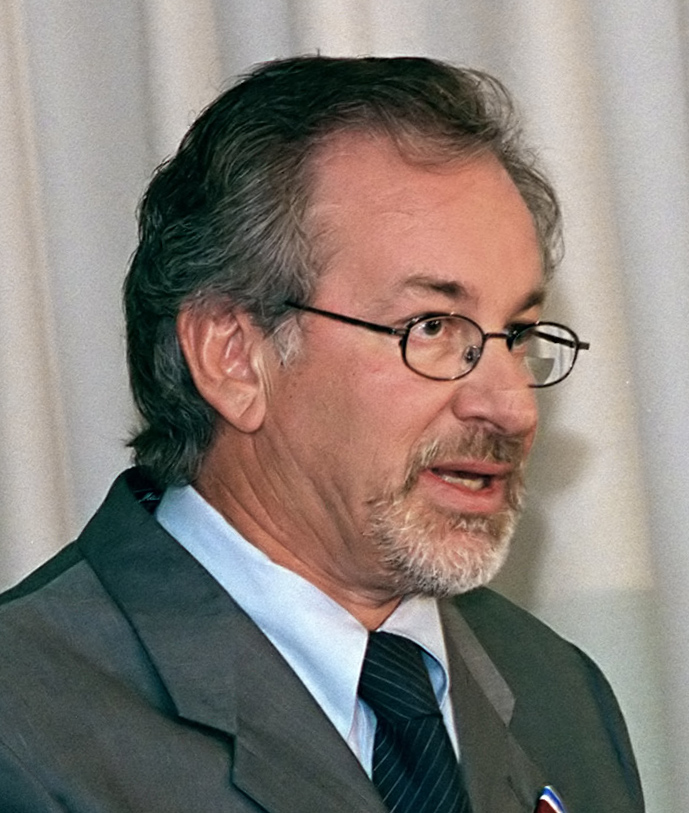
Steven Spielberg, 1999

Általános szakmai vélemény szerint az 1982. évi, tekintélyes zsűritagokat felvonultató fesztivál hivatalos programjában rendkívül jó válogatást sikerült összeállítani. A legzajosabb sikert aratott alkotás – mind a szakmabeliek, mind pedig a nagyközönség részéről – a záróvetítésen, világpremier előtt bemutatott Spilberg-film, az E. T. – a földönkívüli volt. Mivel versenyen kívül vetítették, díjat nem kaphatott, így nem veszélyeztethette a végül megosztott fődíjban részesített, politikailag erősen elkötelezett alkotások – Costa-Gavras Eltűntnek nyilvánítva és Yilmaz Güney Az út – elsőségét, azonban sikerüket némileg elhomályosította.
A 35. fesztiválon egy külön jubileumi díjat is kiosztottak, melyet a zsűri döntése alapján – tizenöt évvel a Nagyítás nagydíja után, utolsó cannes-i elismeréseként – Michelangelo Antonioni vehetett át Egy nő azonosítása című filmjéért. Werner Herzogé lett a legjobb rendezés díja. A legjobb elsőfilmnek járó Arany Kamerát A 30 éves halála rendezője, Romain Goupil kapta. A legjobb női alakítás díját a lengyel Jadwiga Jankowska-Cieslak vehette át Makk Károly Egymásra nézve című filmjének főszereplőjeként, amely film egyébként a FIPRESCI elismerését is kiváltotta. Immár másodszor kapta meg Cannes-ban a legjobb színésznek járó díjat Jack Lemmon. A legjobb művészi hozzájárulás díját a Meghívás utazásra érdemelte ki Bruno Nuytten operatőri munkájával.

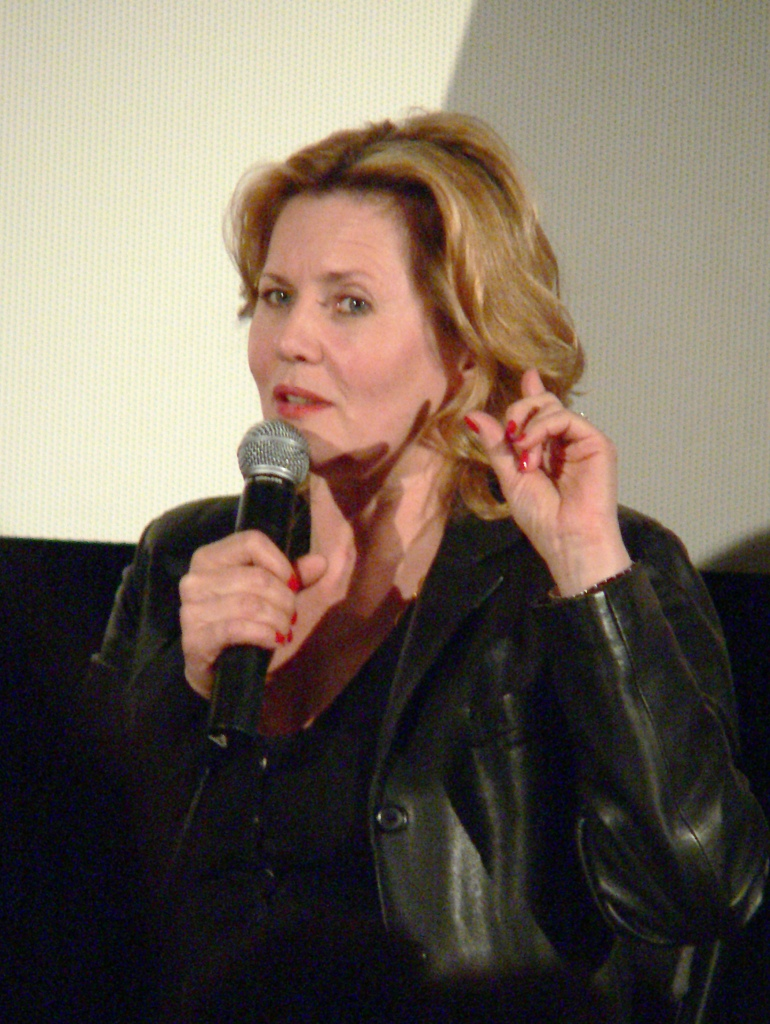
Grażyna Szapołowska, 2005

A két alkotással is jelentkező Jean-Luc Godard Passiójáték című versenyfilmjében volt látható Isabelle Hupper, Szabó László és Michel Piccoli. Emlékezetes alakítást nyújtott Claudia Cardinale és Klaus Kinski (Fitzcarraldo), Harvey Keitel és Marcello Mastroianni (A postakocsi), Jeremy Irons (Fusimunka), Carole Bouquet (A bolondok napja), valamint Grażyna Szapołowska, Jadwiga Jankowska-Cieslak, Andorai Péter, Reviczky Gábor és Pogány Judit (Egymásra nézve). A Bonjour Monsieur Lewis című francia mű – többek között  olyan nagyszerű művészeknek állított emléket, mint Martin Scorsese, Mel Brooks, Woody Allen, Martin és Lewis, Marty Feldman, Sammy Davis Jr. és Ronald Reagan, de portréfilmet mutattak be Jacques Brel belga sanzonénekesről (Brel), Elia Kazan íróról (Elia Kazan Outsider), illetve Pablo Picasso festőművészről (Le mytère Picasso). Nagy sikert aratott Cannes-ban is Bob Geldof és a Pink Floyd A fal című produkciója.
Makk Károly filmjén kívül két rövidfilm képviselte a magyar filmművészetet a versenyprogramban: Zsáky Zsuzsanna Bumeráng és Halmai László Szárnyaslények boltja című alkotása. A Rendezők Kéthete párhuzamos rendezvény Gothár Pétert hívta meg, aki a Megáll az idő című filmjéért a francia ifjúsági és sportminisztertől átvehette az ifjúság díját.
A fesztiválra kiküldött hivatalos magyar filmdelegáció tagjai voltak: Gothár Péter és Makk Károly filmrendezők, Jadwiga Jankowska-Cieślak és Grażyna Szapołowska színésznők, valamint Jancsó Miklós és Kézdi-Kovács Zsolt filmrendezők, akik egy szimpóziumon vettek részt, továbbá Szabó B. István filmfőigazgató, Dósai István, a Hungarofilm igazgatója és Föld Ottó, a Mafilm igazgatója.
A Rendezők Kéthete szekcióban mutatkozott be Hőhullám című filmdrámájával egy fiatal ausztrál rendező: Philip Noyce. Mellette említésre méltó a román Savel Stiopul Falansterul és az olasz Gianfranco Mingozzi La Vela Incantata című alkotása. A rendezvény szervezői és résztvevői továbbra is kiemelt feladatuknak tekintették a cenzúrázatlan filmkészítés és -forgalmazás elleni küzdelmet. Így mutatták be eredeti változatában Mike de Leon Fülöp-szigeteki filmjét, az Alpha Kappa Omega Batch '81-et, amely a szigetországban csak többszöri újravágás után kerülhetett a vetítőtermekbe. Külön felemelték szavukat a török Ali Özgentürk szabadon bocsátásáért, aki At című filmjének cannes-i bemutatója idején is börtönben ült.

## Zsűri
- Giorgio Strehler, színházi rendező – zsűrielnök –  Olaszország
- Claude Soule, a Technikai Főbizottság (CST) hivatalos képviselője –  Franciaország
- Florian Hopf, filmkritikus –  Németország
- Gabriel García Márquez, író –  Kolumbia
- Geraldine Chaplin, színésznő –  Amerikai Egyesült Államok
- Jean-Jacques Annaud, filmrendező –  Franciaország
- Mrinal Sen, filmrendező –  India
- René Thévenet, filmproducer –  Franciaország
- Sidney Lumet, (filmrendező –  Amerikai Egyesült Államok
- Suso Cecchi d'Amico, filmproducer –  Olaszország

## Hivatalos válogatás

### Nagyjátékfilmek versenye
- A Ilha dos Amores – rendező: Paulo Rocha
- À toute allure (Teljes sebességgel)[4] – rendező: Robert Kramer
- Ah Q zheng zhuan – rendező: Cen Fan
- Britannia Hospital (Britannia gyógyintézet) – rendező: Lindsay Anderson
- Cecilia (Cecilia) – rendező: Humberto Solás
- Der Tag der Idioten (A bolondok napja) – rendező: Werner Schroeter
- Douce enquête sur la violence (Szelíd tanulmány az erőszakról) – rendező: Gérard Guérin
- Egymásra nézve[1] – rendező: Makk Károly
- Fitzcarraldo (Fitzcarraldo) – rendező: Werner Herzog
- Hammett (A piszkos ügy) – rendező: Wim Wenders
- Identificazione di una donna (Egy nő azonosítása) – rendező: Michelangelo Antonioni
- Invitation au voyage (Meghívás utazásra) – rendező: Peter Del Monte
- La notte di San Lorenzo (Szent Lőrinc éjszakája) – rendező: Vittorio Taviani és Paolo Taviani
- La nuit de Varennes (Varennes-i éjszaka) – rendező: Ettore Scola
- Missing (Eltűntnek nyilvánítva) – rendező: Costa-Gavras
- Moonlighting (Fusimunka) – rendező: Jerzy Skolimowski
- Passion (Passiójáték) – rendező: Jean-Luc Godard
- Shoot the Moon (Válás előtt) – rendező: Alan Parker
- Smithereens – rendező: Susan Seidelman
- The Return of the Soldier (A katona visszatér) – rendező: Alan Bridges
- Vent de sable (Homokvihar) – rendező: Mohammed Lakhdar-Hamina
- Yol (Az út) – rendező: Serif Gören és Yilmaz Güney

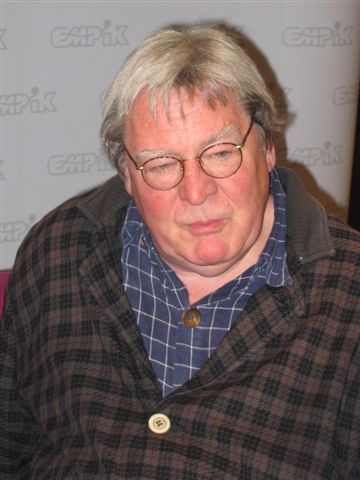
Alan Parker, 2005

### Nagyjátékfilmek versenyen kívül
- Bonjour Monsieur Lewis – rendező: Robert Benayoun
- Brel – rendező: Frédéric Rossif
- Chronopolis – rendező: Piotr Kamler
- E.T. The Extra Terrestrial In His Adventure on Earth (E. T. – a földönkívüli) – rendező: Steven Spielberg
- Intolérance – rendező: D.W. Griffith
- Le mytère Picasso (Picasso misztériuma) – rendező: Henri-Georges Clouzot
- Parsifal – rendező: Hans Jürgen Syberberg
- Pink Floyd The Wall (Pink Floyd: A fal) – rendező: Alan Parker

### Un Certain Regard
- Al houroub al saghira – rendező: Maroun Bagdadi
- Cinq et la peau – rendező: Pierre Rissient
- Das Tripas Coração – rendező: Ana Carolina
- Elia Kazan Outsider – rendező: Annie Tresgot
- Elippathayam – rendező: Adoor Gopalakrishnan
- Finye – rendező: Souleymane Cissé
- Forty Deuce (Negyvenkettedik utca) – rendező: Paul Morrissey
- Inventaire lausannois – rendező: Yves Yersin
- Kundskabens træ (A tudás fája)[4] – rendező: Nils Malmros
- Lettre à Freddy Buache – rendező: Jean-Luc Godard
- Monkey Grip – rendező: Ken Cameron
- Nasvidenje v naslednji vojni – rendező: Zivojin Pavlovic
- No eran nadie – rendező: Sergio Bravo-Ramos
- O lacrima de fata – rendező: Iosif Demian
- Poza – rendező: Christoforo Christofis
- Une villa aux environs de New York – rendező: Benoît Jacquot

### Rövidfilmek versenye
- Bumeráng – rendező: Zsáky Zsuzsanna
- Elsa – rendező: Marja Pensala
- Meow – rendező: Marcos Magalhaes
- Merlin ou le cours de l'or – rendező: Arthur Joffé
- Sans préavis – rendező: Michel Gauthier
- Szárnyaslények boltja – rendező: Halmai László
- Ted Baryluk's Grocery – rendező: John Paskievich és Mike Mirus
- The Cooler – rendező: Lol Creme és Kevin Godley

## Párhuzamos rendezvények

### Kritikusok Hete
- Czule miejsca – rendező: Piotr Andrejew
- Dhil al ardh (A föld árnyéka) – rendező: Taieb Louhichi
- Jom – rendező: Ababacar Samb-Makharam
- L’ange (Az angyal) – rendező: Patrick Bokanowski
- Målaren – rendező: Göran du Rées és Christina Olofson
- Mourir à trente ans (A 30 éves halála) – rendező: Romain Goupil
- Parti sans laisser d’adresse – rendező: Jacqueline Veuve

### Rendezők Kéthete

#### Nagyjátékfilmek
- Alpha Kappa Omega Batch '81[3] – rendező: Mike De Leon
- Arais min kassab – rendező: Jillali Ferhati
- At – rendező: Ali Özgentürk
- Bolívar, sinfonía tropikal – rendező: Diego Rísquez
- Dakhal – rendező: Goutam Ghose
- Falensterul – rendező: Savel Stiopul
- Heatwave (Hőhullám) – rendező: Philip Noyce
- India, a filha do sol (A Nap lánya) – rendező: Fábio Barreto
- Kaliyugaya – rendező: Lester James Peries
- Kisapmata – rendező: Mike De Leon
- La familia Orozco – rendező: Jorge Reyes
- La vela incantata – rendező: Gianfranco Mingozzi
- Les fleurs sauvages – rendező: Jean-Pierre Lefebvre
- Les papiers d'aspern – rendező: Eduardo de Gregorio
- Limuzyna-Daimler Benz – rendező: Filip Bajon
- Megáll az idő – rendező: Gothár Péter
- Szekka tomurai dzasi – rendező: Takabajasi Joicsi
- The Scarecrow – rendező: Sam Pillsbury
- The Story of Woo Viet (Woo, a vietnámi) – rendező: Ann Hui
- Too Far To Go (Túl messzire kellene menni) – rendező: Fielder Cook

#### Rövidfilmek
- Alchimie – rendező: Richard Clark és Michèle Miron
- Bogus – rendező: Jacques Lizzi és Ghislain Honoré
- Carry On Britannia – rendező: Stuart Rumens
- Coeurs Marins Gratia Plena – rendező: Leonardo Creacenti Neto és Carlos Pedro de Andrade jr
- Faces
- Sopa de pollo de mama – rendező: Carlos Castillo

## Díjak

### Nagyjátékfilmek
- Arany Pálma:

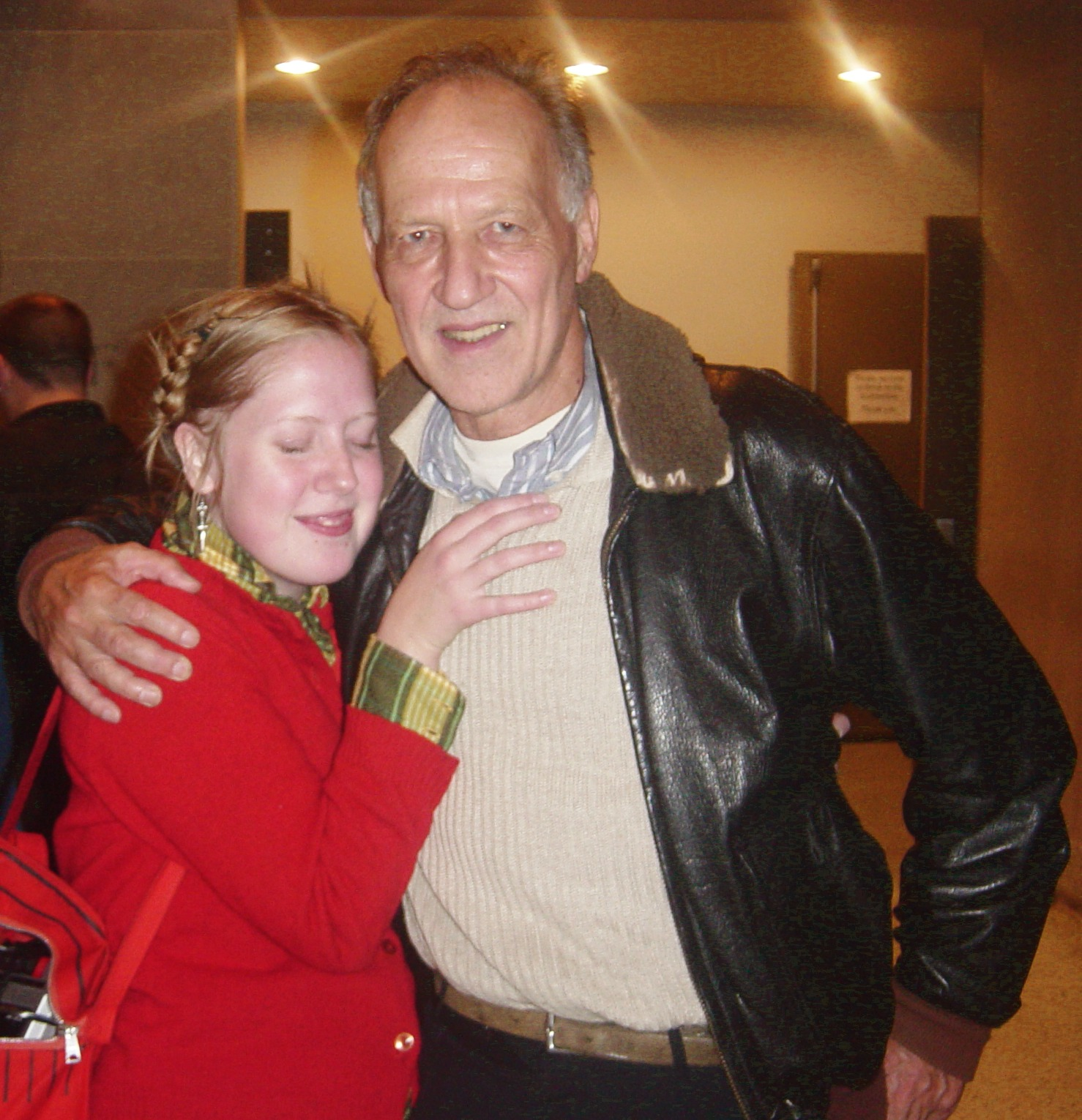
Werner Herzog, 2005

  - Missing (Eltűntnek nyilvánítva)[4] – rendező: Costa-Gavras
  - Yol (Az út) – rendező: Serif Gören és Yilmaz Güney
- A Nemzetközi Filmfesztivál 35. évfordulós díja: Identificazione di una donna (Egy nő azonosítása) – rendező: Michelangelo Antonioni
- A zsűri külön nagydíja: La notte di San Lorenzo (Szent Lőrinc éjszakája) – rendező: Vittorio Taviani és Paolo Taviani
- Legjobb rendezés díja: Fitzcarraldo (Fitzcarraldo) – rendező: Werner Herzog
- Legjobb női alakítás díja: Jadwiga Jankowska-Cieslak – Egymásra nézve[1]
- Legjobb férfi alakítás díja: Jack Lemmon – Missing (Eltűntnek nyilvánítva)
- Legjobb művészi hozzájárulás díja: Invitation au voyage (Meghívás utazásra) – rendező: Peter Del Monte
- Legjobb forgatókönyv díja: Moonlighting (Fusimunka) – forgatókönyvíró: Jerzy Skolimowski

### Rövidfilmek
- Arany Pálma (rövidfilm): Merlin ou le cours de l’or – rendező: Arthur Joffé
- A zsűri díja (rövidfilm): Meow – rendező: Marcos Magalhaes

### Arany Kamera
- Arany Kamera: Mourir à trente ans (A 30 éves halála)[5] – rendező: Romain Goupil

### Egyéb díjak
- FIPRESCI-díj:
  - Egymásra nézve – rendező: Makk Károly
  - Yol (Az út) – rendező: Serif Gören és Yilmaz Güney
  - Les papiers d'aspern[6]  – rendező: Eduardo de Gregorio
- Technikai nagydíj: Passion (Passiójáték) – operatőr: Raoul Coutard
- Ökumenikus zsűri díja: La notte di San Lorenzo (Szent Lőrinc éjszakája) – rendező: Vittorio Taviani és Paolo Taviani
- Ökumenikus zsűri külön dicsérete:
  - Dhil al ardh (A föld árnyéka)[5] – rendező: Taieb Louhichi
- Yol (Az út) – rendező: Serif Gören és Yilmaz Güney
- Ifjúság díj külföldi filmnek: Megáll az idő[6] – rendező: Gothár Péter
- Ifjúság díj francia filmnek: Mourir à trente ans (A 30 éves halála)[5] – rendező: Romain Goupil